# یومی تاکادا
یومی تاکادا (انگلیسی: Yumi Takada؛ زادهٔ ۲۱ سپتامبر ۱۹۶۱) صداپیشه اهل ژاپن است.